# Gotthard de Beauclair
Gotthard de Beauclair (* 24. Juli 1907 in Ascona in der Schweiz; † 31. März 1992 in Freiburg im Breisgau) war ein deutscher Verleger, Buchgestalter bzw. Buchkünstler und Lyriker. 

## Leben
Gotthard de Beauclair, in Ascona (Tessin, Schweiz) als erster Sohn des Malers Alexander Wilhelm de Beauclair und der Malerin Friederike de Beauclair, geborene Krüger geboren, wuchs mit seinem jüngeren Bruder Wilfried de Beauclair auf dem Monte Verità auf. Von 1913 bis 1920 besuchte er die italienischsprachige Schule in Ascona. 1920 übersiedelte die Mutter mit den beiden Kindern nach Darmstadt, woher die Familie stammte. 
Von 1923 bis 1925 besuchte Gotthard de Beauclair die Werkkunstschule Offenbach, eine Fachhochschule für Kunst und Gewerbe, und machte dann eine Ausbildung zum Schriftsetzer bei Rudolf Koch in der Schriftgießerei Gebr. Klingspor (Offenbach). 1928 erfolgte der Umzug nach Leipzig, wo er an der Akademie für Graphische Künste studierte und zunächst bei der Offizin Haag-Drugulin arbeitete. 1933 veröffentlichte er seinen ersten Band als Lyriker. Ab 1928 war er Hersteller und künstlerischer Leiter im Insel-Verlag in Leipzig, wo er als enger Mitarbeiter Anton Kippenbergs zunächst bis 1945 die Insel-Bücherei betreute. 
1946 ging de Beauclair nach Westdeutschland, arbeitete zunächst mit dem Scherpe-Verlag (Krefeld) zusammen und übernahm 1951 die Künstlerische Leitung der Schriftgießerei D. Stempel AG (Frankfurt am Main). Innerhalb des Hauses Stempel gründete er die Trajanus-Presse. Von 1951 bis 1977 erschienen die berühmten, von de Beauclair gestalteten Pressendrucke. Von 1950 bis 1962 war er zunächst Künstlerischer Leiter, zuletzt Verlagsleiter, des Insel-Verlags in Wiesbaden (später Frankfurt am Main), und brachte dort den „Insel-Stil“ zu „neuer Blüte“. Gleichzeitig war er bis 1960 künstlerischer Leiter der Schriftgießerei Der Stempel AG in Frankfurt am Main.
Im Jahr 1962 verließ er den Insel-Verlag um den Verlag Ars librorum (Bibliophile Bücher und Original-Graphik der Klassischen Moderne) in Frankfurt am Main zu gründen. Er war zu dieser Zeit außerdem freier Mitarbeiter beim Propyläen-Verlag und der Büchergilde Gutenberg (Frankfurt). 1966 gründete er die Edition de Beauclair. Als Leiter von Ars librorum und der Edition de Beauclair gab er zahlreiche Titel der Weltliteratur in sorgfältig gestalteter, illustrierter bibliophiler Ausstattung heraus. Georg Ramseger bezeichnet ihn als den „unerreichte[n] Generalintendant des vollkommenen Buches“. 1981 übernahm Mario Lobmeyr aus München den Verlag.
Er war mit der vor ihm gestorbenen Pianistin Elaine Lambrino-Feez (genannt Euralda) verheiratet.
1972 übersiedelte er nach Mandelieu-la-Napoule in Südfrankreich, wo er sich auf sein Werk als Lyriker konzentrierte. Später wohnte er wieder in Freiburg, wo er auch starb.

## Auszeichnungen
- 1937: Goldmedaille der Pariser Weltausstellung.
- 1958: Schönstes Buch des Jahres (für die Ausgabe der Bamberger Apokalypse).
- 1963: Internationale Auszeichnung des Britischen Museums, London.
- Bei den jährlichen Wettbewerben Die 50 schönsten Bücher der Stiftung Buchkunst erhielt de Beauclair insgesamt 64 Prämierungen. Somit war er von Beginn der Wettbewerbe an der meistausgezeichnete deutsche Buchkünstler.

## Ausstellungen (Auswahl)
- 1961–62: Gotthard de Beauclair: Modern German Book Design. Wanderausstellung: London, Kopenhagen, Stockholm, Oslo, Helsinki.
- 1982: Gotthard de Beauclair und seine Künstlerfreunde. Klingspor-Museum Offenbach.
- 1996: Gotthard de Beauclair, Buchgestalter, Lyriker, Verleger. Stadtmuseum Siegburg, Deutsche Bücherei Leipzig, Universitätsbibliothek Heidelberg.
- 2007: Gotthard de Beauclair. Buchgestalter, Lyriker, Verleger. Herzog August Bibliothek Wolfenbüttel.

## Veröffentlichungen

### Lyrisches Werk
- In uns die Welt. 1932.
- Land. Burg Giebichenstein: Werkstätten der Stadt Halle, 1933.
- Orion oder der Erwachende. Burg Giebichenstein: Werkstätten der Stadt Halle, 1934.
- Der Sonnenbogen. Dulk, Hamburg 1937.
- Bild und Inbild. Rauch, Dessau 1942.
- Das verborgene Heil. Scherpe, Krefeld 1946.
- Die Rast des Pirols. Kurzgedichte. Scherpe, Krefeld 1948.
- Das Buch Sesam. 1951.
- Blühendes Moos. Kurzgedichte. 1953
- Sinnend auf Stufen der Zeit. Lambert Schneider, Heidelberg 1957.
- Zeit, Überzeit. Hoffmann und Campe, Hamburg 1976.
- Lichtgewinn. Hoffmann und Campe, Hamburg 1980.
- Wurzel Siebenmal. Kurzgedichte. 1980.
- Sang im Gegenwind. Hoffmann und Campe, Hamburg 1982 .
- Alles meint Anfang. Heiderhoff, Eisingen 1987.
- Oden auf Namenlos. Heiderhoff, Eisingen 1992.
- Hiersein. Ausgewählte Gedichte, hrsg. von Andreas Nentwich und Arnold Stadler. Siegburg: Rheinlandia, ISBN 978-3-931509-37-8

### Als Übersetzer
- Jean Moréas: Ausgewählte Gedichte. 1972.

### Als Buchgestalter und Verleger (Auswahl)
- Briefe der Frau Rat Goethe. Ausgewählt von Rudolf Bach. Frankfurt am Main: Magistrat der Stadt, 1960. Mit Wolfgang Tiessen.
- Aristophanes: Die Frösche. Eine Komödie. Übertragen von Johann Gustav Droysen. Mit 23 Holzstichen von Imre Reiner. Frankfurt am Main: Trajanus-Presse, 1961.
- Canticum canticorum. Das Hohe Lied. Deutsche Neufassung auf Grund des hebräischen Urtextes von Gotthard de Beauclair. Mit 30 Lithographien von Gerhart Kraaz. Frankfurt: Ars librorum, 1962.
- Reden und Gleichnisse des Tschuang-Tse. Übertragen von Martin Buber. Mit mehrfarbigen Radierungen von Ferdinand Springer. Frankfurt am Main: Ars librorum, Reihe Edition de Beauclair, 1970.

Ein Werkverzeichnis findet man in den unter Literatur genannten Titeln von 1977 und 1996.